# アディジェ川

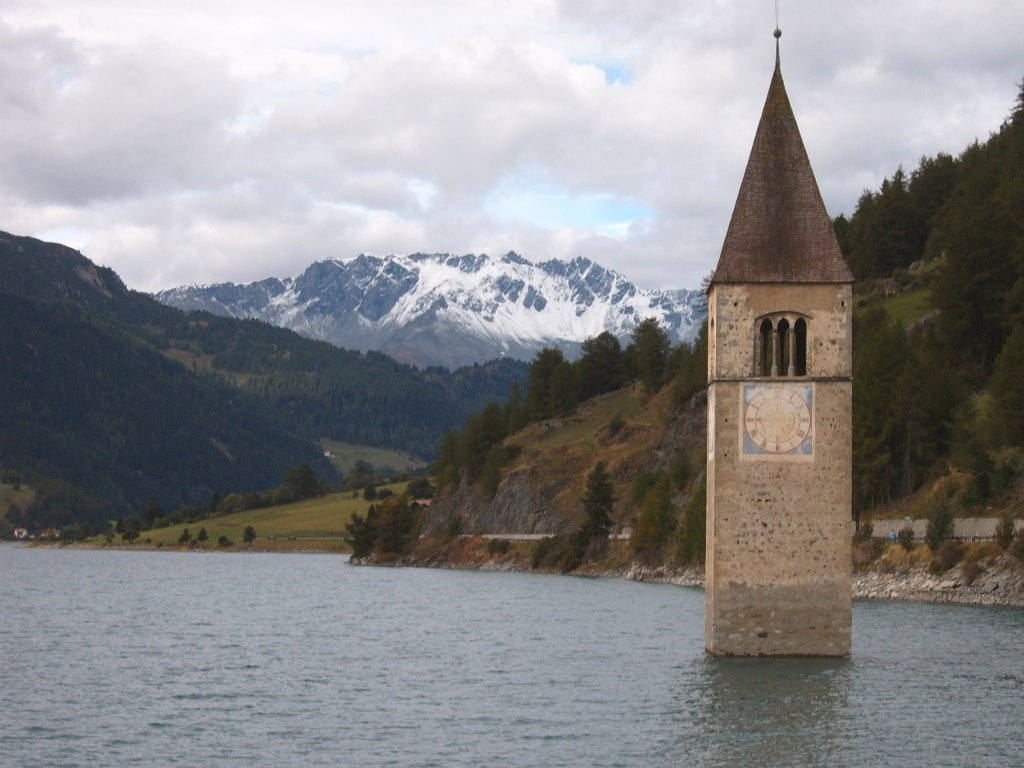
レージア湖（クローン・ヴェノスタ）

アディジェ川（アディジェがわ、イタリア語: Adige 、ドイツ語:Etsch、ヴェネト語:Àdeze、ラディン語:Adiç）は、イタリア北部を流れアドリア海に注ぐ、イタリアで2番目に長い川である。流域面積12,100km2は、ポー川、テヴェレ川に次いで3番目となる。

## 名称
ドイツ語ではエッチュ川（Etsch）と呼ばれ、ラディン語では Adiç と表記される。「アーディジェ川」と表記されることもある。

## 流路

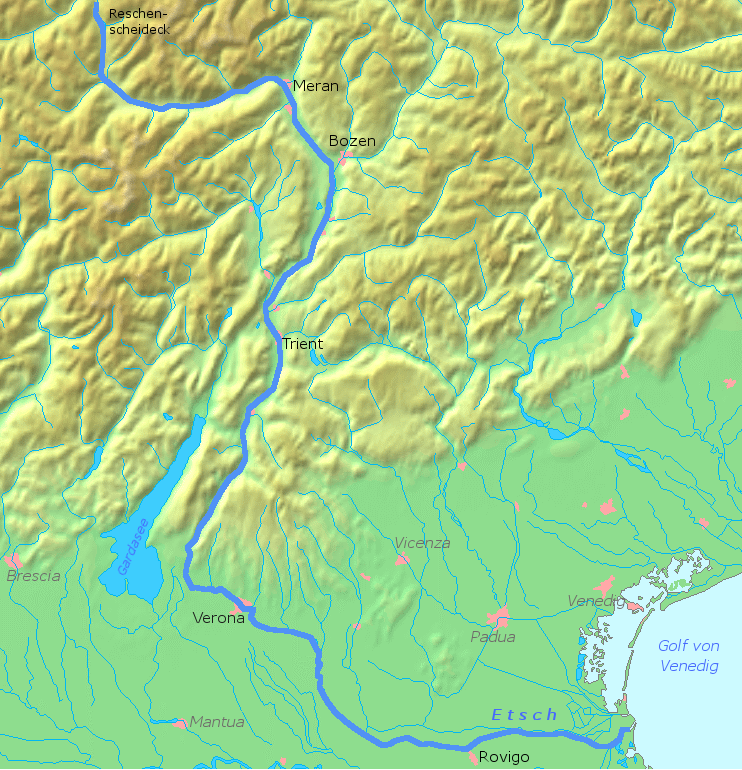
流路

オーストリアとスイス国境に近いアルプス山脈のヴァル・ヴェノスタ上流のレッシェン峠（レージア峠）付近に源を発する。概ね南へ流れ、平野部でポー川に沿って東に転じ、キオッジャ周辺でアドリア海に注ぐ。

## 流域の自治体
下流より記載
- レニャーゴ
- ヴェローナ
- トレント
- ボルツァーノ
- メラーノ

## 支流
下流より記載。併記された地名は合流地点を示す。
- レーノ川(Leno) - ロヴェレート付近
- フェルジナ川(Fersina) - トレント付近
- アヴィージオ川 - ラヴィース付近
- ノーチェ川  - メッツォコローナ付近
- イザルコ川  - ボルツァーノ付近
  - タルヴェーラ川
  - リエンツァ川
- パッシーノ川  - メラーノ付近